# Benito Durán
Benito Durán Corbacho nacido el 25 de noviembre de 1956, es un exciclista español, profesional únicamente en el año 1992
Además de en el ciclismo en ruta destacó en la modalidad de ciclocrós, en la que logró como mayor éxito el segundo lugar en el Campeonato de España de 1981.
Su hijo Arkaitz Durán también fue ciclista profesional.

## Palmarés
1981
- 2.º en el Campeonato de España de Ciclocrós

1992
- 3.º en el Campeonato de España de Ciclocrós

## Resultados en Grandes Vueltas y Campeonato del Mundo
Durante su carrera deportiva ha conseguido los siguientes puestos en las Grandes Vueltas y en los Campeonatos del Mundo en carretera:
| Carrera         | 1992 |
| --------------- | ---- |
| Giro de Italia  | -    |
| Tour de Francia | -    |
| Vuelta a España | -    |
| Mundial en Ruta | -    |

-: no participa

Ab.: abandono

## Equipos
- Lotus-Festina (1992)